# Skjønhaug
Skjønhaug es el centro administrativo del municipio de Trøgstad, en la provincia de Østfold, Noruega. Su población era de 2043 habitantes en 2014.